# Матіас Лопес
Матіас Лопес (ісп. Matías López, 29 січня 1996) — парагвайський плавець. Учасник Чемпіонату світу з водних видів спорту 2017, де в попередніх запливах на дистанції 200 метрів на спині посів 31-ше місце і на потрапив до півфіналу.